# Phyllocoptes coprosmae
Phyllocoptes coprosmae är en spindeldjursart som beskrevs av Lamb 1952. Phyllocoptes coprosmae ingår i släktet Phyllocoptes och familjen Eriophyidae. Inga underarter finns listade i Catalogue of Life.